# Vaníliás karika
A vaníliás karika klasszikus magyar gyártású keksz. A vaníliás keksz alját kakaós bevonómasszába mártják, alakja kerek, középen lyukas, innen kapta a nevét.

## Története
A vaníliás karika kitalálása Horváth Emil nevéhez fűződik, aki egy teasütemény, a vaníliás kifli receptje alapján dolgozta ki a tésztát. Még a Győri Keksz Kft. elődjétől, a Koestlin-gyárból hátramaradt géptartozék segítségével kezdték el gyártani, 1963-tól. Nevét a tészta alapját adó vaníliás kifliről kapta, csokoládés vaníliás karika néven kezdték forgalmazni.
A vaníliás karikát sokáig a győrszigeti gyárban készítették, a Győri Kekszet megvásárló Mondelēz International jelenleg Pilóta vaníliás karika néven forgalmazza Magyarországon, és a székesfehérvári édességgyárban készül.